# Институт электронной физики НАН Украины
Институт электронной физики НАН Украины (ИЭФ НАН Украины) — научное учреждение Национальной академии наук Украины, где проводятся исследования по актуальным проблемам физики и смежных наук.
Институт электронной физики — научное учреждение в Украине, в которой проводятся научные исследования по актуальным проблемам атомной физики, физики электронных и атомных столкновений, низкоэнергетической ядерной физики, физики лазеров на парах металлов, оптического и лазерного приборостроения.

## История
В 1981 году на базе уже действующих отдельных научных отделов институтов АН УССР — отдела фотоядерних процессов Института физики АН УССР (1969 год) и отдела теории гадронов Института теоретической физики АН УССР (1970 год) — было создано Ужгородское отделение Института ядерных исследований АН УССР.
В 1992 году Ужгородское отделение Института ядерных исследований УССР был реорганизован в Институт электронной физики НАН Украины.
В 2019 году институт внесен в Государственный реестр научных учреждений, которым предоставляется поддержка государства (срок действия свидетельства до 13.01.2021)..

## Исследования
- физики фотонных, электронных, ионных и атомных столкновений,
- низкоэнергетической ядерной физики,
- радиационной и техногенно-экологической безопасности,
- физики лазеров на парах металлов,
- оптического приборостроения,
- физико-химических основ и технологии получения, обработки и применения макроскопических и мезоскопических кристаллов, пленок и стекловидного материалов.

## Отделы и научные подразделения
- Отдел электронных процессов и элементарных взаимодействий[8];
- Отдел квантовой и плазменной электроники[9];
- Отдел материалов функциональной электроники[10];
- Отдел фотоядерных процессов[11];
- Центр коллективного пользования приборами «Лазерный спектроскопический комплекс» НАН Украины[12].

## Научные школы института
- физики электронных и атомных столкновений[13][14];
- физической и квантовой электроники.

## Директора
- Записочный Иван Прохорович (1981—1988)[15];
- Шпеник Отто Бартоломеевич (1988—2017);
- Гомонай Анна Николаевна (с 2017)[16].

## Научное оборудование
На сегодня институт обладает микротроном М-30, который является единственным в Украине ядерно-физической установкой в диапазоне энергий ускоренных электронов 1-30 МэВ, что имеет необходимое оборудование, наработанные методики и квалифицированный персонал с опытом работы в области радиационной сертификации приборов и материалов космического и специального назначения.
Микротрон М-30 Института электронной физики НАН Украины входит в объекты в Государственный реестр научных объектов, составляющих национальное достояние Украины.